# Rougeotiana pallicostaria
Rougeotiana pallicostaria är en fjärilsart som beskrevs av Moore 1867. Rougeotiana pallicostaria ingår i släktet Rougeotiana och familjen mätare. Inga underarter finns listade.